# Nachttischbuch Verlag
Der Nachttischbuch Verlag ist ein deutscher Verlag mit Sitz in Berlin.

## Gründung
Der Nachttischbuch Verlag, der Bücher als Soft- und Hardcover sowie als e-Books veröffentlicht, wurde 2004 von Antje Hadler und Rainer Jogschies als Independent-Verlag in Berlin (und zunächst auch in Hamburg) gegründet. 
Der Name Nachttischbuch spielt an auf die Rezensionsrubrik von Kurt Tucholsky, mit der er abseits der gängigen Buch-Besprechungen Anfang des 20. Jahrhunderts mehr als 500 Werke mal mehr, mal weniger würdigte.
Diese politische Ausrichtung spiegelt sich allerdings nur in wenigen Sachbuch-Titeln wider, die zudem teils Nachdrucke sind, wie beispielsweise die Reportage Wo, bitte, geht´s zu meinem Bunker?, die aus der Hochzeit der Anti-NATO-Nachrüstungsbewegung stammt.

## Schwerpunkte
Der Kern des Verlages liegt vielmehr bei zeitgenössischer Prosa (Romane, aber auch Erzählbände) jüngerer deutscher Autorinnen und Autoren, darunter einige Debüts, beispielsweise von der für den Ingeborg-Bachmann-Preis nominierten Nikola Anne Mehlhorn und Ina Bruchlos.
Aber auch Lyrikbände, beispielsweise eine Pentalogie von Paul Heinrich, sowie das Spätwerk des renommierten Hörspielautors Christoph Buggert u. a. mit seiner Trilogie zur „Abschaffung des Unglücks“ fanden hier ein literarisches Zuhause.
Zuletzt fand die Pop-Dekadentagung hier als „Sonderveröffentlichung“ eine publizistische Plattform.